# Tarsatica
Tarsatica.(Tarsactica) - Starorimsko naselje na čijim ruševinama se u srednjem vijeku razvilo naselje, današnja Rijeka (Hrvatska).

## Povijest - rimska Tarsatica
Za razliku od Trsata koji je bio japosko-keltski kašteljer, pretpostavlja se, na temelju nalaza keramike u popuni antičkih bedema rimske Tersatice, da je prapovijesno naselje smješteno na desnoj obali rijeke Rječine pripadalo Liburnima. Dolaskom Rimljana, prije I. stoljeća, najprije se gradi castrum, a tadašnje naselje počinje prerastati u gradsko naselje rimskog tipa zadržavši važnost centralnog naselja. Bilo je koncipirano po modelu rimskih municipija. Upravu su sačinjavali najznačajniji građani, a u povjesnim se izvorima spominje i djelovanje svećenika.  živi se daleko od važnih povijesnih događaja, plaća porez i ne uživa nikakve privilegije. U vrijeme vladavine prvog rimskog cara Oktavijana Augusta (27. g. pr.n.e. – 14. g. n.e.) započinju veliki pothvati izgradnje rimskog svijeta, a nastoje ih nastaviti i njegovi nasljednici. Grade se ceste, proširuje trgovina, romanizira stanovništvo i proširuju građanska prava. Naročito gradnja cesta i širenje trgovačkih mreža pretvaraju Tarsaticu (na području današnjeg Starog grada) u važno prometno središte koje povezuje Apeninski poluotok sa Seniom (Senj), Jaderom i Salonom prema jugu te na sjever, preko Like (Iapodia Superior) sa Sisiciom i dublje na istok u Panoniju. Via Flavia je prva izgrađena cesta koja je indirektno preko Albone (Labin) i Flanone (Plomin) spajala Tergeste (Trst) s Tarsaticom, a kasnije se gradi trasa Tergeste-Tarsatica preko Krasa te spoj na Postojnska vrata i Emonu (Ljubljana).
Sama Tarsatica postaje municipij, a stanovništvo (uglavnom Italici i preostali Liburni) dobiva građansko pravo. Rimljani su brzo uvidjeli i ostala bogatstva koja je grad pružao: obilje vode (Rječina), luka, bogatstvo riba, odličan geostrateški položaj i razvijena trgovačka mreža iz I. stoljeća.
Obzirom na ratove u III. stoljeću Tarsatica postaje dio obrambenog pojasa Claustra Alpium Iuliarum (koji je Radmila Matejčić nazvala „liburnijski limes“ pretpostavljajući da se radi o prapovijesnoj fortifikaciji Liburna za zaštitu od Japoda, ali bez arheoloških dokaza). Vjerojatno je dodana osmatračnica na brdu Trsat za koju se vjeruje da je temelj srednjovjekovnog kaštela. Obrambene zidine se grade od gradskih vrata preko Kalvarija do Grobničkog polja i Prezida na sjeveru i dalje zapadno preko Krasa sve do Forum Iulii u Furlaniji. Tarsatica, municipij već u 1.st. postajei centar prokuratorske provincije Liburnije (od rijeke Raše do Krke) u trećoj četvrtini II. st. Prvi guverner (procurator centenarius) je bio Lucije Artorije Kast (postoje teorije da je on legendarni kralj Artur pošto je službovao u Britaniji neko vrijeme), zadužen za upravljanjem područja koji je bio odijeljen od Dalmacije, i po nekima, pripojena Italiji. U početku III. st Liburnija je opet dio Dalmacije. Prometna važnost grada dodatno jača, iz koga kreću svi pohodi prema istoku. Iako je u III. stoljeću započelo razdoblje kriza Carstva, kojeg povjesničari zovu „Vojnom Anarhijom“, iz koje se ono nikada nije u potpunosti oporavilo, upravo ovo stoljeće označava vrhunac Tarsatice. To je posebno vidljivo u izgradnji tarsatičke Principije (lat. pl. princpia, prvi redovi vojske vojno zapovjedništv0), sjeverno od Rimskog luka, komandnog centra južnog dijela obrambenog sistema Klaustre. Principija je upravljala sektorom zaduženim za obranu Apeninskog poluotoka i kontrolirala je sistem obrane od barbara i pobunjenih rimskih frakcija, sistem opskrbe i komunikacije. Također, Tarsatica je bila jedina luka u sustavu Julijskog zida (Claustra Alpium Iuliarum). Principija je imala otvoreno dvorište s tri strane, koje je bilo okruženo skladištima, spremištima oružja, administrativnim zgradama dok se u sjevernom dijelu nalazila bazilika (u rimsko doba bazilika nije religiozna ustanova već mjesto okupljanja i javih govora, a u nekim slučajevima i sudnica ili tržnica). Ostaci se nalaze u Arheološkom parku Principia, koja se nalazi sjeverno od Rimskog luka u dvorištu zgrade Jadroagenta, a ostatke poput keramičkog posuđa, kovanih predmeta (fibula, kopči i pojasa), oružja i oruđa te novčića u gradskim zbirkama i muzejima.
S obzirom na religijske promjene u kasnoj antici i na početku srednjeg vijeka na rimskim termama gradi se ranokršćanska bazilika gdje je u srednjem vijeku izgrađen Duomo (crkva Uznesenja Marijina), oko koja još uvijek se nalaze podni mozaici te bazilike iz V. stoljeća.
U IV. st. prodiru Vizigoti i rimska kontrola sve više slabi. U vrijeme Ostrogota grad je upravno središte šireg dijela Liburnije pa opet slijedi razdoblje manjeg značaja u vrijeme Bizanta i Franaka, u vrijeme kada dolazi do avarsko-slavenske provale.

## Povijesno spominjanje Tarsatice
Giovanni Kobler napominje da prvi povijesn izvor u kome se spominje Tarsatica jeste Plinije Stariji (23-79. n.e.) koji nabraja obzidana naselja Liburnije (coeterum per oram oppidia a Nesactio): Alvona, Flanona, Tarsactica, Senia, Lopsica etc.
Grčki geograf Klaudije Ptolomej iz Aleksandrije u drugoj polovici II. st. je pisao: post Istriam reliqua Liburniae sequitur ora: Alvoona, Fanona, Tarsactica, Velcera Senia, etc.
Anonimni iz Ravene i Pre' Guido u podacma za koje izgleda da se odnose na VI. st. navode da Liburnia Tarsatticense se prostire jadrnskom obalom od Raše do Nina te nabrajaju gradove: Alvona, Lauriana, Tarsactca, Raparia, Turres, Senia, etc. Oni isto tako spominju da je 800. godine temeljito razorena Tarsatica nakon što su njeni stanovnic na prevaru na obroncima brda u zasjedi 799. ubili markgrofa Ericha.

## O imenu Tarsatica - Rijeka i Trsat
Prvo naselje Tarsatica, grad-utvrda nalazilo se na mjestu današnjeg Starog grada, kao važno obrambeno rimsko uporište u IV. stoljeću, razorena 800. tijekom franačke opsade Tarsatice. Neki povjesničari pretpostavljaju da se radi o utvrdi na Trsatu, ali ostaju velike dvojbe. Kada je ime Tarsatica prenijeto na brdo Trsat nema povijesnih izvora, ali je očiti razlog premještanja toponima prekid kontinuiteta življenja na lokalitetu rimska Tersatice. Možda upravo nakon franačkog razaranja i spaljivanja grada ime Tarsatica se prenijelo na susjedni 138 metara visok brijeg Glasovnim promjenama Tarsatica>Tarsattico>Tersattico>Tersatto>postajeTrsat.
Samo ime po Kobleru moglo bi biti od keltsog naziva Tar (klisura, litica) i sa (rječica), u značenju  'brdo uz rijeku' pa otud i pretpostavka da se japodsko-keltska gradina zvala Tarsa te da je dolaskom Rimljana novo naseje na ušću Rječine nazvano Tarsatica. Sam Trsat se pod imenom Tarsatica prvi puta spominje u Vinodolskom zakoniku 1288., kao sjedište Vinodolske župe te da se posjedu krčkih feudalaca, kasnije Frankopana. Na mjestu bivže Tarsatice u 13. stoljeću razvio grad Flumen-Reka (današnja Rijeka) s kulama, trgovinama i ulicama, koja će od 1466. uz manje prekide do 1918. pripadati Habsburgovcima. 
Današnji Trsat se prostire između starog grada Trsata (Gradina) do nekadašnje vojarne i do Strmice na sjever.

## Ostaci Tarsatice
Od Tarsatice su sačuvani Arco Romano (Stara vrata), uz Principiju, najstariji su rimski arhitektonski spomenici u Rijeci uopće, zatim rimsko terme (pokraj današnjeg Kosog tornja i Duoma i hipocaust ispod zgrade Jugotona) gdje su otkrivene dvije građevinske faze termalnog kompleksa, snažan bedem koji je opasavao grad, manji dio antičke prometnice, ostaci ranokršćanske bazilike iz V. stoljeća s reprezentativnim mozaicima i prvim cjelovitim sarkofagom pronađenim na području koji je nakon konzervacije i restauracije izložen ispred Guvernerove palače. gradski bedemi kod robne kuće Korzo, manji dio rimske ceste kao i rimsko groblje uz cestu na području između Riječkog nebodera i Brajde (Rimljani su imali običaj pokapanja pokojnika uz ceste).

###### Antički bedemi
Ostatke tarsačkih gradskih zidina je po prvi put otkrio R. Gigante 1914. na sjevernoj i zapadnoj strani Staroga Grada iako su zapravo prve zidine iznikle već za vrijeme demoliranja Kaštela 1904. godine. Još jedan izvanredan pronalazak se desio u toku iskopina na Korzu, kad su otkrivena dva reda paralelnih zidina dugih 20 m i udaljenih jedna od druge 7 m. Jedna široka 1,80 m a druga 2 m. Zajedno prelaze znači preko 10 metara širine. Prostor između dva zida je bio zapunjen različitog materijala (amfore, uljanice, tegule i ostale antičke posude, sarkofazi). Pronađeni su i fragmenti drvenih greda te prapovijesne keramike što svjedoči korištenjem materijala iz prethodnih faza Tarsatice. Perimetar zidina se može datirati u IV. st. na osnovu kovanica u malti iz doba vladavine Valentiniana I, Gracijana i Teodozija.
Istraživanja iz 1953 stavljaju u evidenciju nastavak zidina od današnje Vijećnice do Gradske Ure. Datacija u IV. stoljeće je potvrđena pronalaskom u zidu jednog sarkofaga i poklopca urne. Kada se krenulo demoliranjem zgrade (1971.) radi izgradnje trgovačke kuće „Korzo“ bilo je moguće pratiti unutarnji dio zida širokog 1.80 m dok od vanjskog nije bilo traga. Ostali traktovi, ovoga puta na istoku, pored Duoma (crkve Uznesenja Marijina) su uočeni 1955. za vrijeme izgradnje zgrade „Brodomaterijala“ kao i istraživanja iz 1969.  uzduz iste ulice: unutarnji i vanjski zid su bili sastavljeni od obrađenih blokova kamena a zapuna sastavljena od fragmenata amfora i cigli. U pojedinim dijelovima je zid držan zajedno maltom od vapna i dobro konzerviran: 26,5 m dužine i širine od 1,80 do 2 m. Zidine se pojavljuju 1970 u Starom Gradu kod lokaliteta Contrada del Fosso, s temeljnom stopom u sterilnom sloju pijeska i oblutaka, širokih 2,35 m. U Contradi della Posta (Frana Supila) je pronađeno još zidina. Između kovanica iskaču one rimskih careva od Augusta do Valentinijana I. Zidine pored crkve sv.Jeronima su strukturalno slične onima na Korzu. Iskopavanja s ciljem konzerviranja iz 1996. i 1997. u toj ulici su pokazala ostatke zidova naslonjenih na fortifikacije i odmah na živcom kamenu. Struktura tih zidova je sastavljena od grubo obrađenih kamenih blokova što bi moglo značiti da su pojačanja gradskih zidina po principu „kašeta“.
Zadnje su zidine istražene godine 2009. pored zgrade Prekršajnog suda i Jugotona ispod kojih su se nalazile terme. Istraživanja iz te godine još uvijek moraju biti izdana.
Gradska vrata su se mogla nalaziti, po G. Depoliu, u sljedećem redoslijedu: zapadna vrata na mjestu Municipija; istočna kod Duoma; sjeverna pored katedrale Sv.Vida (Gornja Vrata); južna ispod Gradskog tornja.

### Rimski luk
Vidi: Rimski luk

## Povezano
- Rijeka
- Povijest Rijeke
- Trsat
- Claustra Alpium Iuliarum

## Poveznice
- Trsat
- Crkva Gospe Trsatske